# موتور بيرداد
موتور بيرداد (بالإنجليزية: Mowtowr-e Pirdad)‏ هي منطقة سكنية تقع في سيستان وبلوتشستان في إيران.